# جامعة أبيط
جامعة أبيط أو أوفييدو (بالإسبانية: Universidad de Oviedo، وبالأشتورية: Universidá d'Uviéu) هي جامعة إسبانية عامة تقع في منطقة أشتورية، وهي الجامعة الوحيدة في تلك المنطقة. تتوزع مقرات الجامعة بين مدن أبيط وخيخون ومييريس.

## التاريخ
أصدر البابا غريغوريوس الثالث عشر مرسومًا بابويًا مرسومًا بابويًا بتأسيس الجامعة سنة 1574، وأصدر الملك فيليب الثالث ميثاق الجامعة سنة 1604، وبدأت الدراسة بالجامعة في 21 سبتمبر 1608.
كانت الجامعة القديمة تتألف من ثلاث كليات هي:
- كلية الفنون: وكان يتوجب على كل طالب أن يتخرج فيها أولًا قبل الالتحاق بأي من الكليتين الأخريين.
- كلية اللاهوت
- كلية القانون

وكان يطلق على الأخيرتين أحيانًا اسم «الكليتين العاليتين».
بعد الغزو الفرنسي لإسبانيا، احتلت القوات الغازية مباني الجامعة التاريخية، وتوقفت الدراسة بالجامعة حتى نهاية الحرب عام 1812.
في القرن التاسع عشر، حاولت نخبة من الأساتذة الليبراليين خلق تقارب بين الجامعة وبين الطبقة العاملة بتأسيس ما سمي بالامتداد الجامعي (بالإسبانية: Extensión Universitaria)، وهو برنامج تعليمي شعبي تحت رعاية الجامعة، غير أن ذلك الهدف لم يتهيأًا له أن يتحقق، وفي 13 أكتوبر 1934، أضرم المضربون النار في الجامعة أثناء ثورة عمال المناجم التي هيجها الاشتراكيون في أشتورية، وامتدت النيران لتلتهم حتى مكتبة الجامعة ومتحفها الفني، وكان إضرام النار في الجامعة عملًا متعمدًا، لأن المضربين كانوا ينظرون إلى الجامعة كرمز برجوازي. وقد أعيد بناء الجامعة عقب انتهاء الحرب الأهلية الإسبانية (1936 ـ 1939).

## كليات ومدارس الجامعة
تضم الجامعة اليوم 31 كلية ومدرسة مهنية، تمنح درجات وشهادات في أكثر من 150 مجالًا دراسيًا.
- مدرسة القانون (أنشئت عام 1608)
- مدرسة التدريس والتربية (1845)
- مدرسة الكيمياء (1848)
- المعهد التقني في مييريس (1855)
- كلية خوفيانوس للتجارة والسياحة والعلوم الاجتماعية (1866)
- المعهد التقني الهندسي في خيخون (1888)
- مدرسة الفلسفة والآداب (1892)
- مدرسة الاقتصاد والأعمال (1908)
- مدرسة التدريس والجيولوجيا (1958)
- مدرسة هندسة التعدين (1959)
- مدرسة علم الأحياء (1961)
- مدرسة الطب وعلوم الصحة (1968)
- مدرسة التجارة البحرية (1979)
- مدرسة هندسة الحاسب الآلي (1982)
- مدرسة العلوم (1990)
- مدرسة علم النفس (1991)

## من مشاهير الخريجين
- أرماندو بالاثيو بالديس: روائي وناقد.
- رامون بيريث دى أيالا: روائي.
- ليوبولدو ألاس (كلارين): صحفي وكاتب.

## من مشاهير الأساتذة
- توركواتو فيرنانديث-ميراندا: سياسي.
- ليوبولدو ألاس (كلارين): صحفي وكاتب.

## حاصلون على الدكتوراه الفخرية من الجامعة
- 1967 ـ سيفيرو أوتشوا
- 1976 ـ كلاوديو سانتشث ألبورنوث
- 1988 ـ أوسكار آرياس سانشيز، رئيس كوستاريكا
- 1992 ـ ويليام غولدنغ
- 1995 ـ لطفي زاده

## وصلات خارجية
- الموقع الرسمي لجامعة أبيط (بالإسبانية والأستورية والإنجليزية)